# Чемодановский сельсовет (Пензенская область)
Чемодановский сельсовет — сельское поселение в Бессоновском районе Пензенской области Российской Федерации.
Административный центр — село Чемодановка.

## История
Статус и границы сельского поселения установлены Законом Пензенской области от 2 ноября 2004 года № 690-ЗПО «О границах муниципальных образований Пензенской области».

## Население
| 2002  | 2010  | 2012  | 2013  | 2014  | 2015  | 2016  |
| ----- | ----- | ----- | ----- | ----- | ----- | ----- |
| 6108  | ↗7063 | ↗7119 | ↘7116 | ↗7144 | ↗7194 | ↗7393 |
| 2017  | 2018  | 2021  |       |       |       |       |
| ↘7370 | ↘7320 | ↘6488 |       |       |       |       |

## Состав сельского поселения
| № | Населённый пункт | Тип населённого пункта       | Население |
| - | ---------------- | ---------------------------- | --------- |
| 1 | Лопатки          | село                         | ↘823      |
| 2 | Чемодановка      | село, административный центр | ↘5665     |

Представительный орган — Комитет местного самоуправления.

### Упразднённые населённые пункты
Камыши-Хвощи — упразднённый в 2007 году посёлок.